# Google Finance
Google Finance – serwis internetowy skupiający się na wiadomościach biznesowych i informacjach finansowych, uruchomiony 21 marca 2006 przez Google. Serwis przedstawiający najnowsze informacje o wielu firmach, takie jak ich finansowe decyzje i wydarzenia oraz kursy akcji. Pozwalający oglądać bieżące, jak i byłe notowania giełdowe korporacji. Strona wyświetla także wiadomości z blogów związane z firmą i zawiera mini-forum dla przedsiębiorstw.
Google uruchomił ulepszoną wersję Google Finance 12 grudnia 2006 zawierającą nowy wygląd strony głównej, która pozwalała użytkownikom oglądać bieżące informacje, wyniki sektorów amerykańskiego rynku, listy spółek osiągających największy wzrost wartości akcji i ważne wiadomości dnia. Została dodana także lista najbardziej popularnych przedsiębiorstw bazująca na Google Trends. Zmiana dotyczyła również wykresów zawierających od tamtej pory do 40 lat danych o amerykańskich akcjach i bogatszych opcji portfolio.
Blog Google Finance został zamknięty w sierpniu 2012 roku. Aplikacja mobilna Google Finance została usunięta ze Sklepu Google Play w 2015 roku. 22 września 2017 firma Google potwierdziła, że witryna jest w trakcie remontu – funkcje portfolio nie będą dostępne po 15 listopada 2017. Serwis został ponownie uruchomiony w 2020 roku.

## Krytyka
Główna krytyka Google Finance, oraz innych najpopularniejszych stron zawierających informacje giełdowe, dotyczy zbytniego skupienia serwisu na amerykańskiej gospodarce. Informacje o innych krajach są minimalne, lub w ogóle nie istnieją.
15 grudnia 2006 Hitwise opublikował raport ukazujący minimalny udział Google Finance na rynku informacji giełdowych, wynoszący 0,78% przy udziale Yahoo! równym 37,3%.